# Васаркалой
Васаркалой (чечен. Васар-Кхаьлла) — покинутый аул в Итум-Калинском районе Чеченской Республики.

## Название
Первая часть названии Васар вероятно переводится с бацбийского как мужчина «поселение мужественных».

## География
Расположен на левом берегу реки Маисты-Хи, к юго-западу от районного центра Итум-Кали.